# 拉帕爾馬 (查拉特南戈省)
14°19′N 89°10′W / 14.317°N 89.167°W

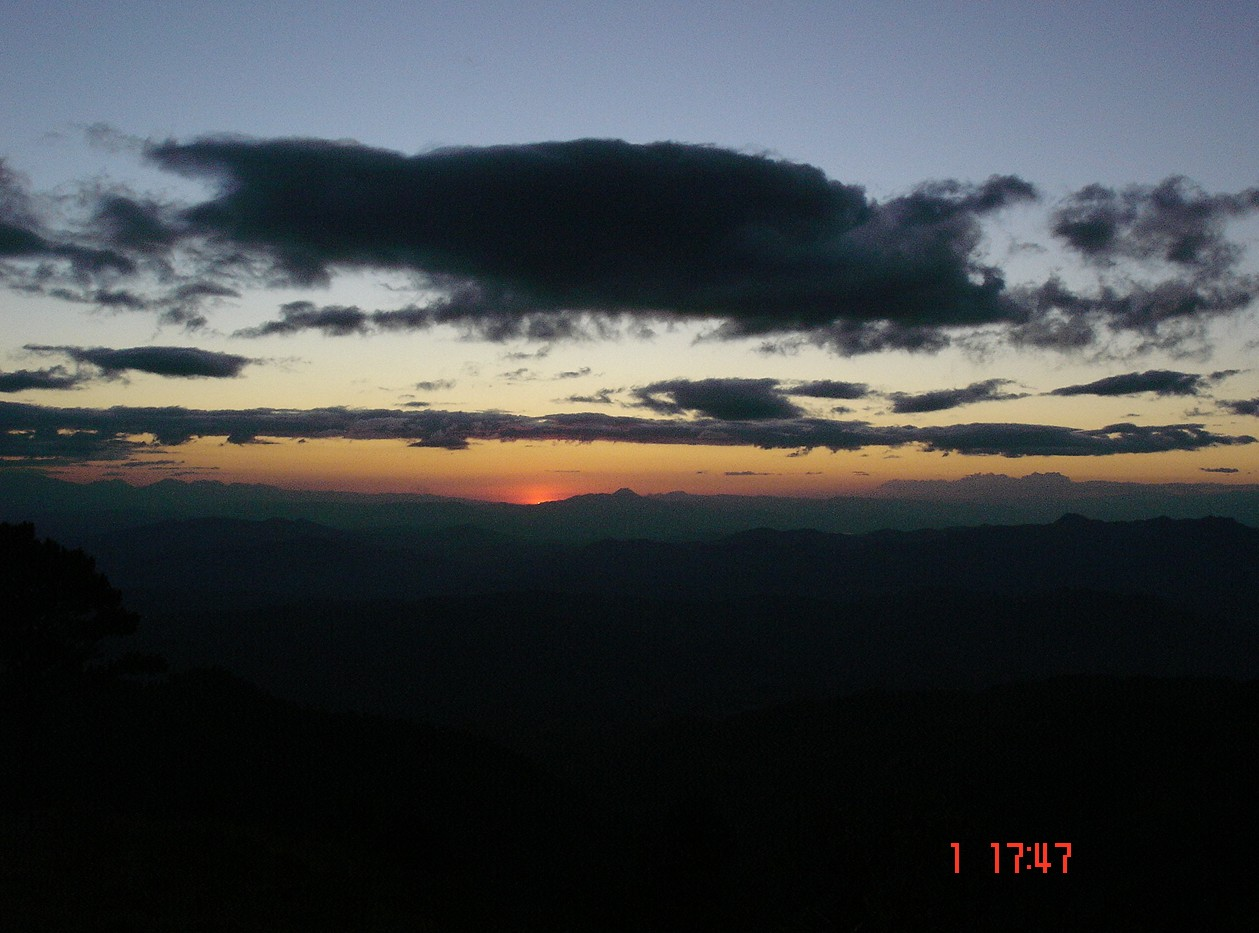

拉帕爾馬（西班牙語：La Palma），是薩爾瓦多的城鎮，位於該國西北部，由查拉特南戈省負責管轄，面積135.60 平方公里，海拔高度737米，2006年人口24,000，人口密度每平方公里183.21人。